# هلنا میچل
هلنا میچل (انگلیسی: Helena Michell؛ زادهٔ ۱۹۶۳میلادی) بازیگر اهل بریتانیا است.
از فیلم‌ها یا مجموعه‌های تلویزیونی که وی در آن‌ها نقش داشته‌است، می‌توان به خانم مارپل، فریب‌کاران و پوآرو اشاره نمود.